# Navy Commendation Star

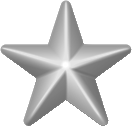
Stelletta d'argento.

La Navy Commendation Star (Stella encomio della Marina) è una decorazione della United States Navy .
Nel 1918, durante la prima guerra mondiale, ogni militare in servizio che aveva ricevuto un encomio dal Segretario alla Marina per coraggio o eroismo fu autorizzata ad apporre sul nastro della World War I Victory Medal una stelletta d'argento identica alla Silver Citation Star dell'Esercito.
A differenza della versione dell'Esercito, tuttavia, la Navy Commendation Star non poté essere trasformata in una medaglia Silver Star.
All'inizio della seconda guerra mondiale, la Navy Commendation Star fu dichiarata obsoleta e nessuna ne fu emessa tra il 1941 e il 1945.
Negli anni cinquanta, il Dicastero della Marina cominciò ad accettare le richieste dei veterani della Prima guerra mondiale di cambiare la Navy Commendation Star con la Navy Commendation Medal.